# Edizione di Bekker

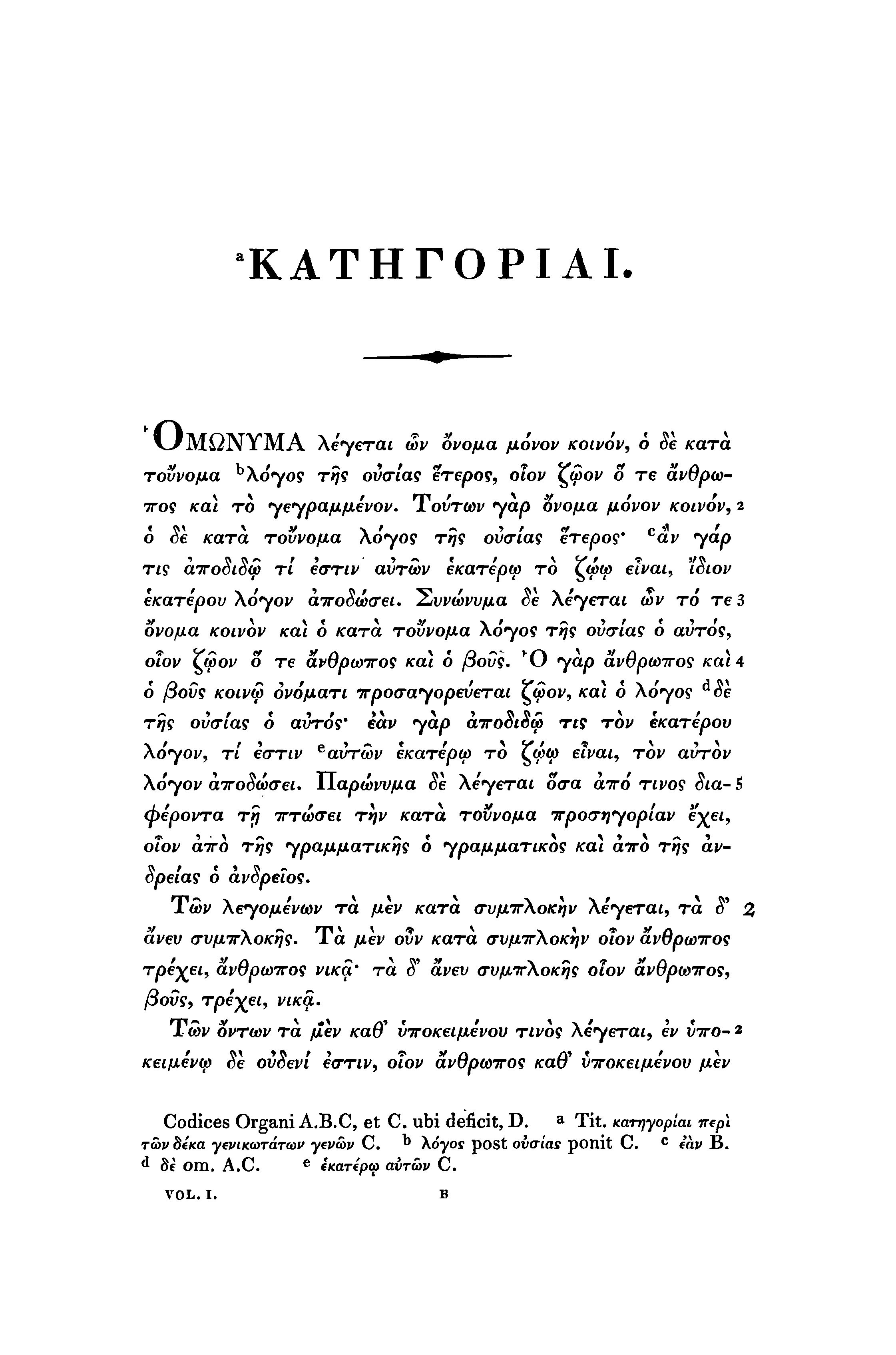
L'inizio delle Categorie di Aristotele dal vol. I dell'edizione Oxoniense di Bekker (1837).

L’edizione critica dell'opera omnia di Aristotele curata dal filologo August Immanuel Bekker (1785-1871), docente all'università di Berlino per conto dell'Accademia di Berlino, fornisce il sistema di riferimento ancor oggi comunemente seguito nel citare gli scritti dello Stagirita. Esso permette di riferirsi a ogni sezione o passo delle opere aristoteliche per mezzo d'un certo "numero del Bekker" (e ciò, naturalmente, a prescindere dalla traduzione che eventualmente si stia usando, perché il riferimento è sempre al testo greco originale). Questo sistema è quello comunemente in uso, sicché è opportuno attenersi sempre a esso.
Ogni numero del Bekker è costituito da un numero di pagina compreso tra 1 e 1500, seguito da una delle due lettere 'a' o 'b' (che sta a indicare la colonna) e, quando si ritenga opportuno, da un altro numero che ìndica la riga. Per esempio, l'inizio dell'Etica nicomachea si cita col numero del Bekker 1094a1, che corrisponde alla pagina 1094 dell'edizione del Bekker, prima colonna, riga 1.
Anche per le citazioni dalle opere di Platone si segue un sistema simile: qui, il riferimento è all'edizione dello Stefano (Enrico Stefano, nome umanistico d'Henri Estienne), pubblicata a Ginevra nel 1578.

## Numeri dell'edizione del Bekker
Volume I
- Organon:
  - (1a-15b) - Categorie
  - (16a-24b) - De interpretatione
  - (24a-70b) - Analitici primi (o "anteriori")
  - (71a-100b) - Analitici secondi (o "posteriori")
  - (100a-164b) - Topici
  - (164a-184b) - Elenchi sofistici
- Filosofia naturale:
- (184a-267b) - Fisica
  - (268a-313b) - Sul cielo
  - (314a-338b) - Sulla generazione e corruzione
  - (338a-390b) - Meteorologica
  - (391a-401b) - De mundo (opera pseudoaristotelica)
  - (402a-435b) - De anima
- Parva naturalia:
  - (436a-449a) - La sensazione e il sensibile
  - (449b-453a) - La memoria e la reminiscenza
  - (453b-458a) - Il sonno
  - (458a-462a) - Sui sogni
  - (462b-464a) - La divinazione mediante i sogni
  - (464b-467a) - La lunghezza e brevità della vita
  - (467b-470b) - Giovinezza e vecchiaia, Vita e morte
  - (470b-480b) - La respirazione
  - (481a-486b) - De spiritu, o La respirazione (opera spuria)
- Trattati sugli animali:
  - (486a-638b) - Historia animalium
  - (639a-697b) - De partibus animalium
  - (698a-704b) - De motu animalium
  - (704a-714b) - De incessu animalium
  - (715a-789b) - De generatione animalium

Volume II
- (791a-799b) - De coloribus (attribuito a Aristotele, Teofrasto o Stratone di Lampsaco)
- (800a-804b) - De audibilibus (probabilmente di Statone di Lampsaco)
- (805a-814b) - Physiognomica (opera pseudoaristotelica)
- (815a-830b) - De plantis (probabilmente di Nicola di Damasco)
- (830a-847b) - De mirabilibus auscultationibus (opera pseudoaristotelica)
- (847a-858b) - Meccanica (probabilmente di Archita, o di scuola peripatetica)
- (859a-967b) - Problemata (probabilmente pseudoaristotelici)
- (968a-972b) - De lineis insecabilibus (probabilmente di scuola peripatetica)
- (973a-973b) - Ventorum situs (frammento spurio)
- (974a-980b) - De Melisso Xenophane et Gorgia (di scuola peripatetica, su Melisso di Samo, Senofane e Gorgia)
- Metafisica:
  - (980a-1093b) - Metafisica
- Politica
  - (1094a-1181b) - Etica nicomachea
  - (1181a-1213b) - Grande Etica
  - (1214a-1249b) - Etica Eudemia
  - (1249a- 1251b) - De virtutibus et vitiis (di scuola peripatetica)
  - (1252a-1342b) - Politica
  - (1343a-1353b) - Oeconomica
- Retorica:
  - (1354a-1420b) - Retorica
  - (1420a-1447b) - Rhetorica ad Alexandrum (probabilmente di Anassimene di Lampsaco)
  - (1447a-1462b) - Poetica
- Frammenti (aggiunti all'edizione Bekker da Valentin Rose)

Non inclusa nell'edizione Bekker: Costituzione degli Ateniesi (pubblicata per la prima volta nel 1891)